# 유순 (성양강왕)
성양강왕 유순(城陽荒王 劉順, ? ~ 기원전 52년)은 중국 전한의 황족 · 제후왕으로, 성양왕이다. 성양혜왕 유무의 아들이다.

## 생애
아버지가 성양혜왕 11년(기원전 98년)에 죽자 성양왕을 계승했다. 성양강왕 46년(기원전 52년)에 죽어 시호를 강(荒)이라 하였고, 아들 성양대왕 유회가 왕위를 계승했다.

## 가계
- 성양혜왕 유무
  - 성양강왕 유순
    - 성양대왕 유회
    - 자향효후 유홍
    - 적양후 유현
    - 도평애후 유구
    - 조원후 유산
    - 기원후 유문
    - 고광절후 유훈
    - 즉래절후 유교
    - 용희후 유담
    - 곤산절후 유광
    - 절천절후 유근
    - 박석경후 유연
    - 요안절후 유승
    - 방산후 유용
    - 식절후 유헌

자향효후 ~ 즉래절후는 감로 4년(기원전 50년) 11월 임신일에, 용희후 ~ 식절후는 초원 원년(기원전 48년) 3월에 봉해졌다.
유분자는 성양강왕의 증손이며 식절후의 손자다.